# Рождествин, Александр Сергеевич
Александр Сергеевич Рождествин (1862 — не ранее 1917) — русский педагог и публицист.

## Биография
Родился в 1862 году. Окончил Рязанскую духовную семинарию, а в 1888 году со степенью кандидата богословия Казанскую духовную академию.
На службе — с 22 августа 1889 года. Был преподавателем русского языка в Казанской русско-инородческой учительской семинарии; преподавал педагогику в Мариинской гимназии; 22 августа 1901 года был произведён в статские советники. Был награждён орденами Св. Станислава 2-й ст, Св. Анны 2-й ст. и Св. Владимира 4-й ст. (01.01.1911).
Активно откликнулся на публикации Льва Толстого о православной церкви. В 1896 году, к 500-летию со дня кончины Стефана Пермского, написал жизнеописание этого святителя, которое православным миссионерским обществом было издано на русском, татарском, чувашском и вотском языках.
Был женат, имел 6 сыновей и две дочери; один из сыновей — Глеб — написал воспоминания о своём детстве.
Умер не ранее 1917 года. В январе 1917 года Ф. И. Шаляпин, бывший хорошим знакомым Рождествина, телеграммой поздравил его с избранием (с 13.12.1916) директором Казанской городской (4-й) гимназии.